# Live in San Francisco at the Palace of Fine Arts
Live in San Francisco er det første livealbum og EP fra den canadiske singer-songwriter og multiinstrumentalist Loreena McKennitt, der blev udgivet i 1995. Det blev indspillet under en koncert i Palace of Fine Arts, San Francisco, den. 19 maj 1994, og udgivet et år senere.

## Spor
1. "The Mystic's Dream" – 7:24
2. "Santiago" – 5:24
3. "She Moved Through the Fair" – 5:37
4. "Between the Shadows" – 4:18
5. "The Lady of Shalott" – 8:50
6. "The Bonny Swans" – 6:56